# Isuzu Yamada
Isuzu Yamada (山田 五十鈴 Yamada Isuzu?, Osaka, 5 de febrero de 1917 – Tokio, 9 de julio de 2012) fue una actriz de cine y teatro japonesa cuya carrera se prolongó durante casi siete décadas.

## Biografía
Yamada nació en 1917 en Osaka como Mitsu Yamada, en una familia formada por Kusudu Yamada, un actor de teatro shinpa especializado en papeles de onnagata, y Ritsu, una antigua geisha. Bajo la influencia de su madre, comenzó a aprender nagauta y danza tradicional japonesa desde los seis años.
Debutó como actriz de cine en 1930 a la edad de doce años, apareciendo en la película de la productora Nikkatsu Tsurugi wo koete junto a Denjirō Ōkōchi. Pronto se convirtió en una de las mejores actrices de Nikkatsu, pero fueron sus interpretaciones de mujeres jóvenes, modernas y de voluntad fuerte en Elegía de Naniwa y Las hermanas de Gion de Kenji Mizoguchi en 1936 en el nuevo estudio Daiichi Eiga las que le valieron una gran popularidad y elogios de la crítica. Tras pasar a trabajar con Shinkō Kinema y luego con Tōhō, se convirtió en una estrella con la película Tsuruhachi y Tsurujiro (1938) de Mikio Naruse, apareciendo al lado de Kazuo Hasegawa. Durante la Segunda Guerra Mundial, fundó el grupo de teatro Shin Engi-za junto con Hasegawa y apareció en películas como La canción de la linterna (1943) de Naruse y El camino del drama (Shibaido, 1944).
En 1946, en oposición a la huelga sindical en Toho, se puso del lado del grupo antisindicalista conocidos como «Jū hito no hata no kai» (Sociedad de la Bandera de los Diez), que estaba formado por la propia Hasegawa y por Setsuko Hara, Hideko Takamine, entre otros. Se mudó de Toho a los estudios Shintoho, pero luego también dejó Shintoho para convertirse en una profesional independiente. Se casó con el actor izquierdista Yoshi Katō, su tercer marido y tras regresar al sindicato, se unió a la Compañía de Teatro Mingei y cofundó el grupo de teatro Gendai Haiyu Kyokai.
Durante la segunda mitad de la década de 1950, la atención principal de Yamada se centró en el teatro, pero todavía apareció en varias películas muy conocidas como A la deriva (1956) de Naruse, Cuentos de Tokio (1957) de Yasujirō Ozu y Los bajos fondos (1957) y Trono de sangre (1957) de Akira Kurosawa. Durante esta década trabajó con otros directores como Keisuke Kinoshita, Kaneto Shindō y Shirō Toyoda. Además de sus trabajos en teatro, también apareció en televisión, incluida la serie Hissatsu, que estuvo en antena durante mucho tiempo. Su última aparición en televisión fue en 2002.
Murió de un fallo multiorgánico en Tokio el 9 de julio de 2012 a la edad de 95 años. A lo largo de su vida se casó cuatro veces, con el actor Ichirō Tsukita, con el productor Kazuo Takimura, con el actor Yoshi Katō y con el actor Tsutomu Shimomoto. La hija que tuvo con Tsukita, Michiko, también trabajó como actriz, conocida como Michiko Saga (1935-1992).

## Premios
Ganó el premio Blue Ribbon y el premio Mainichi Film a la mejor actriz simultáneamente dos veces: en 1952 por Gendai-jin y Hakone fūunroku, y en 1956 por Boshizō, Un gato, Shozo y dos mujeres y A la deriva. También recibió el premio Blue Ribbon a la mejor actriz de reparto en 1955 por Takekurabe. En 1995, recibió un premio especial del presidente de la Academia de Japón de Cine en honor a sus logros de toda la vida en el cine.
Por su trabajo en el escenario, fue premiada en el Festival de las Artes de la Agencia para Asuntos Culturales tres veces por las obras Tanuki (1974), Aizome Takao (1977) y Daiyu-san (1983).
En 1933 el Gobierno japonés la nombró Persona de Mérito Cultural y se convirtió en la primera actriz en recibir la Orden de la Cultura en 2000.

## Filmografía parcial

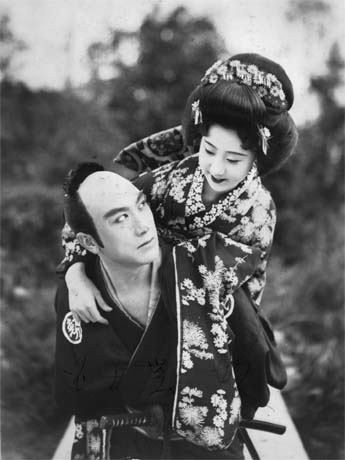
Chiezō Kataoka e Isuzu Yamada en Kokushi musō (1932)

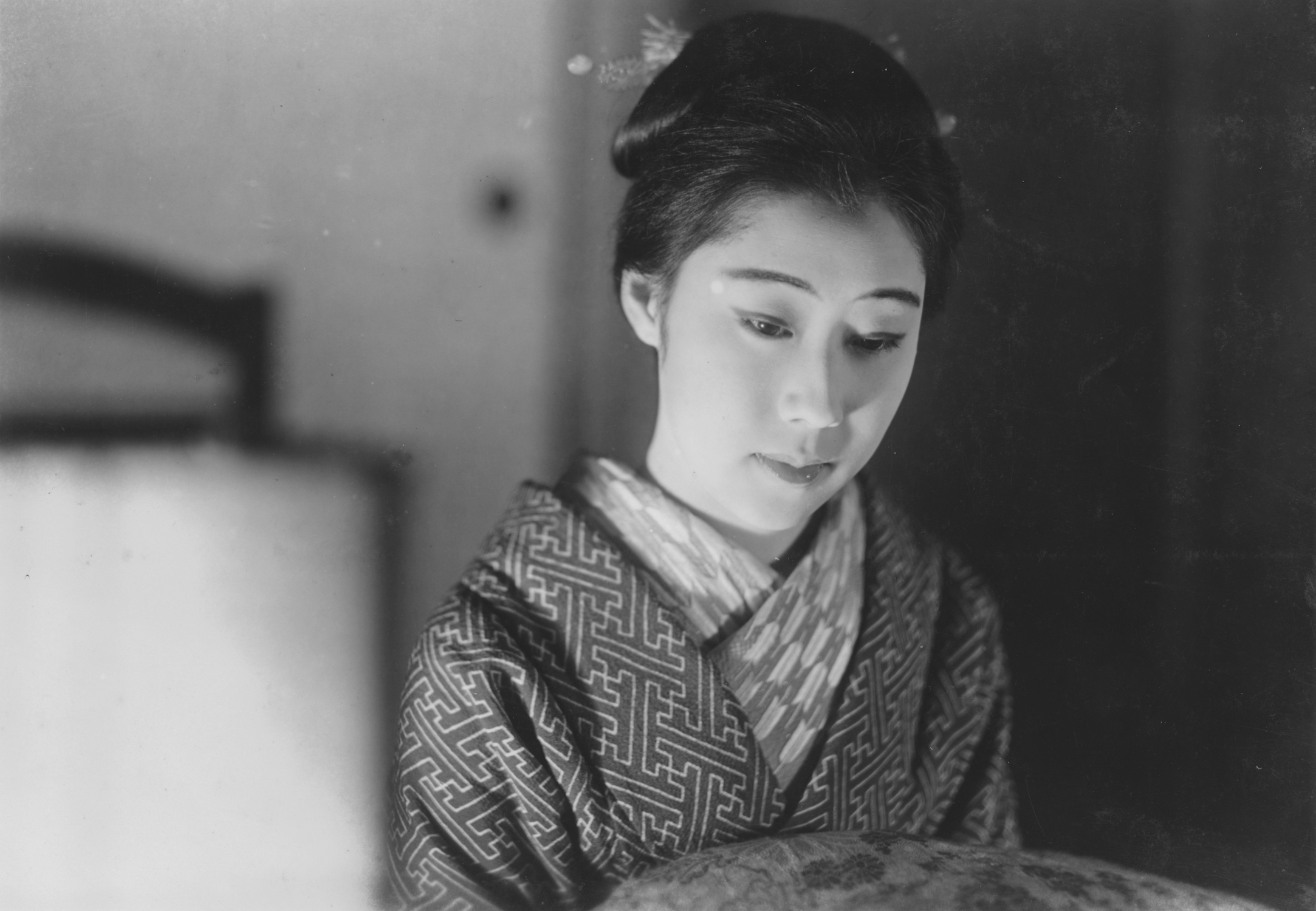
Isuzu Yamada en Osen de las cigüeñas (1935)

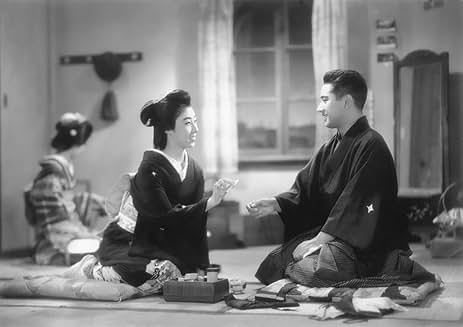
Isuzu Yamada y Kazuo Hasegawa en Tsuruhachi y Tsurujiro (1938)

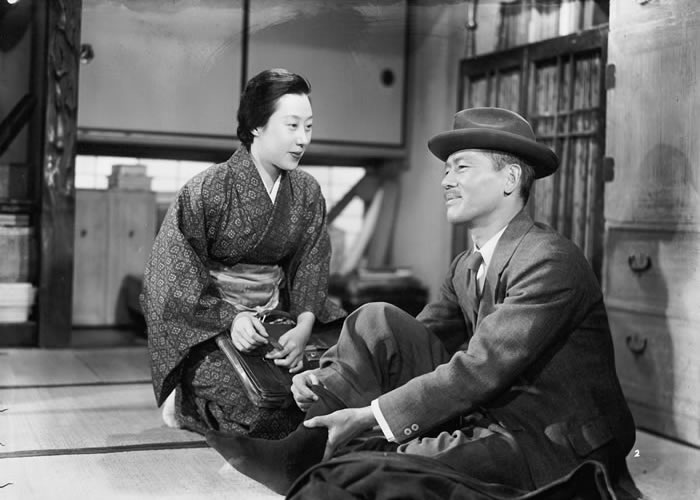
Isuzu Yamada y Chishū Ryū en Hogar, dulce hogar (1951)

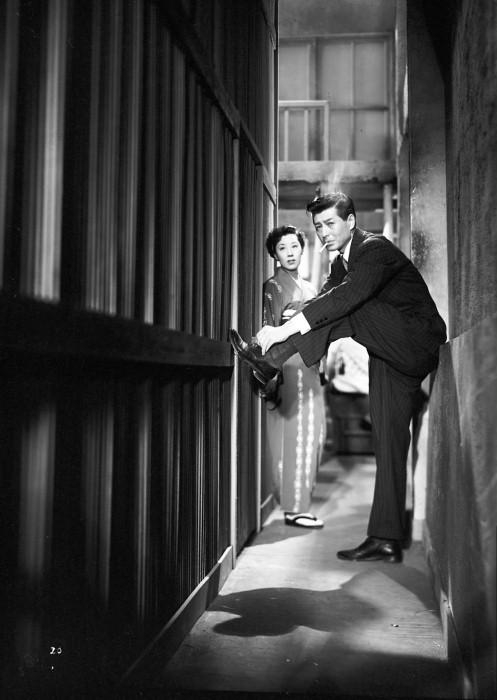
Ryō Ikebe y Isuzu Yamada en Gendai-jin (1952)

### Películas
| Año  | Título                                          | Papel                  | Director                      |
| ---- | ----------------------------------------------- | ---------------------- | ----------------------------- |
| 1930 | Ken o koete                                     | Okayo                  | Kunio Watanabe                |
| 1934 | Aizō Tōge                                       | Utakichi Bando         | Kenji Mizoguchi               |
| 1935 | Osen de las cigüeñas                            | Osen                   | Kenji Mizoguchi               |
| 1936 | Elegía de Naniwa                                | Ayako Murai            | Kenji Mizoguchi               |
| 1936 | Las hermanas de Gion                            | Hermana pequeña Omocha | Kenji Mizoguchi               |
| 1938 | Tsuruhachi y Tsurujiro                          | Tsuruhachi             | Mikio Naruse                  |
| 1941 | Kinō kieta otoko                                | Kotomi                 | Masahiro Makino               |
| 1943 | La canción de la linterna                       | Osode                  | Mikio Naruse                  |
| 1946 | Aru yo no Tonosama                              | Omitsu                 | Teinosuke Kinugasa            |
| 1950 | Amor de madre                                   | Mitsuko                | Hiroshi Shimizu               |
| 1951 | Hogar, dulce hogar                              | Namiko Uemura          | Noboru Nakamura               |
| 1951 | Fuegos artificiales sobre el mar                | Kaoru Uozumi           | Keisuke Kinoshita             |
| 1951 | Oborokago                                       | Misawa Chūrō           | Daisuke Itō                   |
| 1951 | Oedo gonin otoko                                | Okane                  | Daisuke Itō                   |
| 1952 | Gendai-jin                                      | Sra. Shinako           | Minoru Shibuya                |
| 1952 | Hakone fūunroku                                 | Ritsu                  | Satsuo Yamamoto               |
| 1953 | Epítome                                         | Tamiko                 | Kaneto Shindō                 |
| 1953 | Hiroshima                                       | Mine Oba               | Hideo Sekigawa                |
| 1954 | Tōjin Okichi                                    | Tōjin Okichi           | Mitsuo Wakasugi               |
| 1955 | Takekurabe                                      | Okichi                 | Heinosuke Gosho               |
| 1955 | Cristo en bronce                                | Kimika                 | Minoru Shibuya                |
| 1956 | Boshizō                                         | Yukiko Izumi           | Kiyoshi Saeki                 |
| 1956 | Un gato, Shozo y dos mujeres                    | Shinako                | Shirō Toyoda                  |
| 1956 | A la deriva                                     | Tsutaya                | Mikio Naruse                  |
| 1957 | Trono de sangre                                 | Lady Asaji Washizu     | Akira Kurosawa                |
| 1957 | Río negro                                       | Mikiko                 | Masaki Kobayashi              |
| 1957 | Cuentos de Tokio                                | Kikuko                 | Yasujirō Ozu                  |
| 1957 | Los bajos fondos                                | Osugi                  | Akira Kurosawa                |
| 1961 | El guerrero más pequeño                         | Yashio                 | Taiji Yabushita/Yūgo Serikawa |
| 1961 | Yojimbo                                         | Orin                   | Akira Kurosawa                |
| 1961 | La historia del castillo de Osaka               | Yodogimi               | Hiroshi Inagaki               |
| 1975 | Kenji Mizoguchi: La vida de un director de cine | Ella misma             | Kaneto Shindo                 |
| 1978 | El samurái del Shogun                           | Oeyo                   | Kinji Fukasaku                |
| 1982 | Sospecha                                        | Tokie Horiuchi         | Yoshitarō Nomura              |
| 1984 | Hissatsu: Muerte segura                         | Oriku                  | Masahisa Sadanaga             |

### Televisión
| Año       | Título                                          | Papel          | Cadena | Notas          |
| --------- | ----------------------------------------------- | -------------- | ------ | -------------- |
| 1964      | Akō Rōshi                                       | Riku           | NHK    | Taiga drama    |
| 1966      | Minamoto no Yoshitsune                          | Tokiwa Gozen   | NHK    | Taiga drama    |
| 1977-1978 | Shin Hissatsu Karakurinin                       | Oen            | ABC    | Serie Hissatsu |
| 1978      | Hissatsu Karakurinin Fugakuhiyakkei Koroshitabi | Oen            | ABC    | Serie Hissatsu |
| 1979-1981 | Hissatsu Shigotonin                             | Otowa          | ABC    | Serie Hissatsu |
| 1981-1982 | Shin Hissatsu Shigotonin                        | Oriku          | ABC    | Serie Hissatsu |
| 1982-1983 | Hissatsu Shigotonin III                         | Oriku          | ABC    | Serie Hissatsu |
| 1983      | Ōoku                                            | Yuri (Jōen-in) | CX     |                |
| 1984      | Hissatsu Shigotonin IV                          | Oriku          | ABC    | Serie Hissatsu |
| 1985      | Hissatsu Shigotonin V                           | Oriku          | ABC    | Serie Hissatsu |
| 2000      | Aoi Tokugawa Sandai                             | Odai no Kata   | NHK    | Taiga drama    |